# Flers (Orne)
Flers è un comune francese di 16 087 abitanti situato nel dipartimento dell'Orne nella regione della Normandia.

## Altri progetti

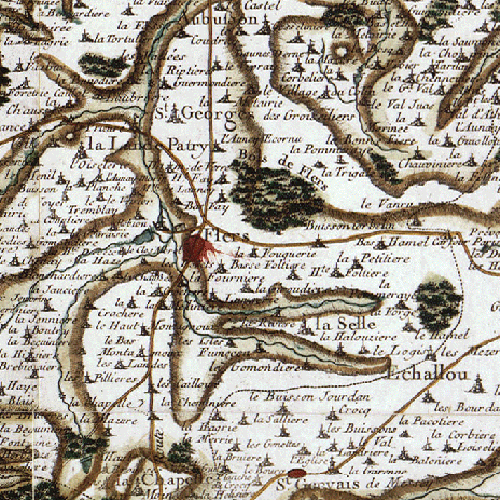
Particolare di una cartina risalente alla seconda metà del XVIII secolo raffigurante il comune di Flers

## Società

### Evoluzione demografica
Abitanti censiti

## Amministrazione

### Gemellaggi
- Warminster, dal 1973[2]
- Poundou, dal 1977
- Wunstorf, dal 1994